# 인피니티
인피니티(일본어: インフィニティ, 영어: Infiniti)는 1989년에 일본 닛산 자동차가 북아메리카 시장을 겨냥해서 만든 자사의 프리미엄 브랜드다. 브랜드명처럼 무한대에서 따 온 마크를 이용하고 있다. 현재 미국, 멕시코, 중국, 중동, 대만, 호주, 유럽 등 전 세계 40여개 국에서 판매 중이다.
독자 모델을 점진적으로 분리하고 있는 렉서스와 달리, 대부분의 차종은 일본 현지에서 닛산 브랜드로 판매하는 차량들을 고급화하여 인피니티 브랜드로 해외 시장에서 판매한다. 일부 차종들은 일본에서 판매하지 않으며, 호시노 임풀 등지에서 수입하여 일본에서 판매한다.

## 같이 보기
- 르노
- 닛산 자동차
- 렉서스
- 아큐라